# Abermarlais
Abermarlais ist ein ehemaliges Herrenhaus in Wales. Das Anwesen lag nördlich des River Tywi bei Llansadwrn in Carmarthenshire.
Vermutlich entstand an der Stelle im frühen 14. Jahrhundert ein Herrenhaus als Sitz von Sir Rhys ap Gruffydd. Durch Erbschaft fiel es Ende des 15. Jahrhunderts an Sir Rhys ap Thomas. Nachdem dessen Enkel Rhys ap Gruffydd FitzUrien 1531 wegen Hochverrats hingerichtet wurde, fiel das Anwesen mit der Herrschaft Llansadwrn an die Krone. Die Verwaltung übernahm Sir Thomas Jones, ein Verwandter von Rhys ap Gruffydd FitzUrien. Jones war mehrmals Abgeordneter im House of Commons, 1546 pachtete er das Anwesen und wurde fortan Thomas Jones of Abermarlais genannt. Das Anwesen blieb bis Ende des 17. Jahrhunderts im Besitz seiner Nachfahren und fiel dann durch Heirat an die Familie Cornwallis. Im 18. Jahrhundert verfiel das mittelalterliche, von Rhys ap Thomas umgebaute Herrenhaus, das schließlich 1803 abgerissen wurde. An seiner Stelle wurde ein neues Herrenhaus gebaut, das jedoch 1979 ebenfalls abgerissen wurde. Reste der Einfriedungen sowie die umgebende Parklandschaft lassen das ehemalige Anwesen erahnen, von dem Herrenhaus selbst sind keine Überreste erhalten. Auf dem Gelände des ummauerten Küchengartens befindet sich heute ein Campingplatz.